# Линейни кораби тип „Шарнхорст“
„Шарнхорст“ (на немски: Scharnhorst) са тип германски линейни кораби (на немски: Schlachtschiff) от времето на Втората световна война. В някои източници се наричат тип „Гнейзенау“, тъй като „Гнейзенау“ е заложен и въведен в строй по-рано от „Шарнхорст“. Едни от най-известните кораби на Втората световна война, вземат участие в бойните действия в Атлантика на търговските комуникации на Великобритания, операция „Везерюбунг“ (нахлуването в Норвегия през 1940 г.), операция „Цербер“ (пробива на германските кораби от френския Брест за Вилхелмсхафен). „Гнейзенау“ скоро след операцията получава попадение от авиобомба, като е тежко повреден и до края на войната не влиза отново в строй. „Шарнхорст“ потъва на 26 декември 1943 г. в боя при Нордкап.

## История на създаването, строителството, модернизации
След края на Първата световна война и подписването на Версайския договор през 1919 г. Германия е силно ограничена в строителството на нови кораби за военноморския си флот. Даденият договор забранява на Германия да строи бойни кораби с водоизместимост над 10 000 английски („дълги“) тона. В средата на 1920-те години Германия успява да пристъпи към замяна на старите си броненосци „Braunschweig“, „Hannover“ и „Elsass“, възрастта на които надвишава 20 години. В резултат на конструкторските изисквания, насочени към постигането на компромис между различните бойни качества на корабите в рамките на дадените от Версайското съглашение 10 000 тона водоизместимост, се появява проектът за броненосци (на немски: „Panzerschiff“) тип „Дойчланд“. Трите кораба на този тип, снабдени с дизелова енергетична установка, осигуряваща на корабите значително по-голяма, отколкото на корабите с паротурбинна ЕУ, далечина на плаване, влизат в състава на Райхсмарине (ВМС на Германия в периода на Ваймарската република) и по-късно в Кригсмарине в периода от 1933 до 1936 г.
В началото на 1930-те, след залагането на третия кораб от серията „Дойчланд“, се появяват сведения за новите френски линкори от тип „Дюнкерк“ с по-висока скорост и мощно въоръжение от осем 330-мм оръдия. Главнокомандващият на германския флот адмирал Ерих Редер прави опит да увеличи водоизместимостта на 4-тия и 5-ия кораби до 15 000 – 18 000 т и да добави на тях трета кула на главния калибър с цел да парира новата заплаха. Съставени са няколко варианта за нов линеен кораб. Всичко са разгледани три базови проекта: 18 000-тонен, 22 000-тонен (двата с 283-мм оръдия) и 26 000-тонен с 330-мм оръдия, стойността на които съставлява 120, 150 и 180 милиона марки съответно. Изборът е направен в полза на 280-мм калибър, но оръдията са друг модел, спрямо тези на предшестващия тип „Дойчланд“. Енергетичната установка е паротурбинна, вместо дизеловата при „Дойчландите“. В края на краищата стандартната водоизместимост на корабите нараства до 31 500 тона.
Броненосните кораби „D – Ersatz Elsass“ (ерзац – замяна на броненосец „Елзас“) и „Е – Ersatz Hessen“ (замяна на броненосец „Хесен“) са заложени на военната корабостроителница във Вилхелмсхафен и на корабостроителницата на фирмата „Дойче Верке“ в Кил на 14 февруари 1934 г. На 5 юли построяването е спряно във връзка с прието решение да се строят линейни крайцери със значително по-големи размери. Презалагането им се състои съответно на 15 юни и 6 май 1935 г. „Шарнхорст“ е спуснат на вода на 3 октомври, а „Гнейзенау“ на 8 декември 1936 г. Влиза в строй на 7 януари 1939 г. и 21 май 1938 г. съответно.
Плаванията на „Гнейзенау“ в щормово време показват, че височината на борда в носовата част е недостатъчна. В резултат на това при планов ремонт носовата част е преправена, с увеличаване на развала на шпангоутите, наклон и подем нагоре на форщевена. Последващата практика от плаванията показва недостатъците на енергетичната установка, в частност тръбичките на котлите, ред проблеми в турбините. Последващите подобрения по време на службата предвиждат поставянето на авиационно оборудване, радари, добавянето на зенитно въоръжение.
След повреждането на „Гнейзенау“ от британска авиобомба в началото на 1942 г. са започнати работи по възможното превъоръжаване на кораба от девет 283-мм оръдия на шест 380-мм в три двуоръдейни кули (този вариант за въоръжение е разглеждан още през 1935 г.), обаче плановете не са приложени на практика.

## Въоръжение
Оръдията на главния калибър модел С/34 имат калибър 283 мм (28 cm) и представляват подобрена версия на поставяните на типа „Deutschland“. Разликата е по-голямата маса на снарядите (бронебоен – 330 кг, фугасен – 315 кг), увеличената далечина на стрелбата (над 40 км), но конструкцията на самите кули си остава старата, усилено е само тяхното брониране. За изначално планираните за строителство 4-ти и 5-и „джобни“ линкори има единични щитови установки за 150-мм оръдия. Те са поставени и на новите линкори. Те се оказват не много удачно допълнение към двуоръдейните кули (макар всички тези оръдия да се отнасят към модела С/28). Зенитното въоръжение е доста мощно: сдвоени установки 105-мм/65 и 37-мм/83 оръдия (стабилизирани по три плоскости). Управлението на огъня се осъществява от три поста за главния и средния калибри и от четири за зенитната артилерия.

## Корпус и брониране
Корпусът на линейните кораби от типа „Шарнхорст“ е гладкопалубен, главният броневи пояс е външен и без наклон. Поясът върви от носовата до кърмовата кула на главния калибър. Дебелината му съставлява 350 мм, към долния край снижавайки се до 170 мм. Над главния се намира горният пояс с дебелина от 45 мм, достигащ до горната палуба. Палубното брониране е представено от 50-мм горна и 80-мм (95-мм над погребите) главна бронирани палуби със 105-мм скосове, недостигащи до долния край на пояса; в района на КО има 80-мм гласис. Кулите на ГК също са добре бронирани: чело 360 мм, покрив 180 мм. Бронирането на барбетите е диференцирано – от 350 мм по бордовете до 200 мм в диаметралната плоскост. Стените на бойната рубка са направени от плочи КС с дебелина 350 мм. Дебелината на покрива е 200 мм. Подът има дебелина 70 мм. Комуникационната тръба с диаметър 1 м има стени с дебелина 220 мм. Противоторпедната защита има дълбочина на средата на газенето при мидъла 4,5 м, при кули „А“, „B“ и „C“ – съответно 2,58, 3,35 и 3,74 м. Тя отделя жизненоважните части на кораба с 45-мм преграда. Сумарното тегло на бронирането съставлява 14 245 т (44% от водоизместимостта).

## Енергетична установка
За разлика от предшествениците – броненосните кораби от типа „Дойчланд“, снабдени с дизелова ЕУ, новите линкори получават по-традиционната паротурбинна, но на пара с високи параметри. Съставът на силовата установка включва в себе си дванадесет триколекторни котела с паропрегревател и икономайзер от типа Бауер-Вагнер (налягане 58 атмосфери, температура 450 °С) и три турбозъбчати агрегата на фирмата „Brown-Boveri“ на „Шарнхорст“ и на фирмата „Deschimag“ на „Гнейзенау“. Далечината на плаване се оказва под проектните 8200 (19) мили.

## Служба и гибел
Линейните кораби от типа „Шарнхорст“ имат активно участие в бойните действия на Втората световна война. В началния период на войната корабите извършват излизания в морето за отвличане на част от силите на британския Флот на Метрополията от издирването на рейдерите – „джобни линкори“ (броненосните кораби от типа „Дойчланд“), за нанасянето на удари по британските патрулни съдове между Исландия и Фарьорските острови (една от тези операции завършва с потопяването на спомагателния крайцер „Равалпинди“), през април 1940 прикриват десанта на германските войски в Норвегия, в хода на изпълнението на заданията, на 9 април, имат престрелка с британския линеен крайцер „Ринаун“. В хода на последващите операции в норвежки води „Шарнхорст“ и „Гнейзенау“, на 8 юни 1940 г., с артилерийския си огън потопяват самолетоносача „Глориъс“, обаче разрушителят от ескорта му – „Акаста“ – постига попадение на торпедо в кърмовата част на „Шарнхорст“, в резултат на което корабът е принуден да влезе в ремонт. В периода декември 1940 – март 1941 двата линкора участват в операцията „Берлин“ – атака по британското търговско корабоплаване в Атлантика. За времето на операцията те потопяват и пленяват 22 съда с общ тонаж 115 335 брт. След края на операцията линкорите пристигат в Брест, където са базирани до февруари 1942, когато зачестилите нападения на британската авиация принуждават да се проведе операция „Церберус“ по промъкването им в пристанището на Вилхелмсхафен. Успехът на тази операция е помрачен от загубата на „Гнейзенау“ на 27 февруари в Кил след ремонт. Британска авиобомба попада в носовата част на линкора, предизвиквайки пожар и взрив. Повредите се оказват толкова сериозни, че ремонтът на кораба, според направените оценки, би се проточил две години. В крайна сметка корабът остава невъзстановен, изваден е от състава на флота и е потопен в Хотенхафен (Гдиня) на 28 март 1945 г. като брандер, за да прегради фарватера на порта при настъплението към града на частите на Съветската армия.
„Шарнхорст“ през март 1943 пристига в Норвегия, където съвместно с други кораби на Кригсмарине трябва да пречи на движението на конвоите към СССР и да пречи на заплахата от стоварването на десант на Съюзниците. На 26 декември 1943 г. „Шарнхорст“, при опит за атака над конвоя JW-55B е потопен от кораби на Флота на метрополията, начело с линкора „Дук оф Йорк“ (виж Битка при Нордкап).

## Списък на корабите от типа[3]
| Название                    | Название в периода на строеж       | Корабостроителница              | Дата на залагене | Дата на спуск на вода | Дата на влизане в състава на флота | Дата на излизане от състава на флота/гибел | Съдба |
| --------------------------- | ---------------------------------- | ------------------------------- | ---------------- | --------------------- | ---------------------------------- | ------------------------------------------ | --- |
| „Шарнхорст“ („Scharnhorst“) | Panzerschiffe „D“, „Ersatz Elsass“ | Deutsche Werke                  | 16.05.1935       | 30.06.1936            | 07.01.1939                         | 26.12.1943                                 | Загива в бой с британска ескадра начело с британския ЛК „Duke of York“ при нос Нордкап                                                             |
| „Гнейзенау“ („Gneisenau“)   | Panzerschiffe „E“, „Ersatz Hessen“ | Kriegsmarinewerft Wilhelmshaven | 03.05.1935       | 08.12.1936            | 21.05.1938                         | 01.07.1942                                 | 07.02.1942 тежко повреден от британската авиация в Кил – ремонтът не е завършен; изключен от списъците на флота; потопен в Хотенхафен на 28.3.1945 |

## Коментари
1. ↑  Понякога се обозначават като линейни крайцери (на немски: „Schlachtkreuzer“), във връзка с калибъра на оръдията.